# Calle de Almagro

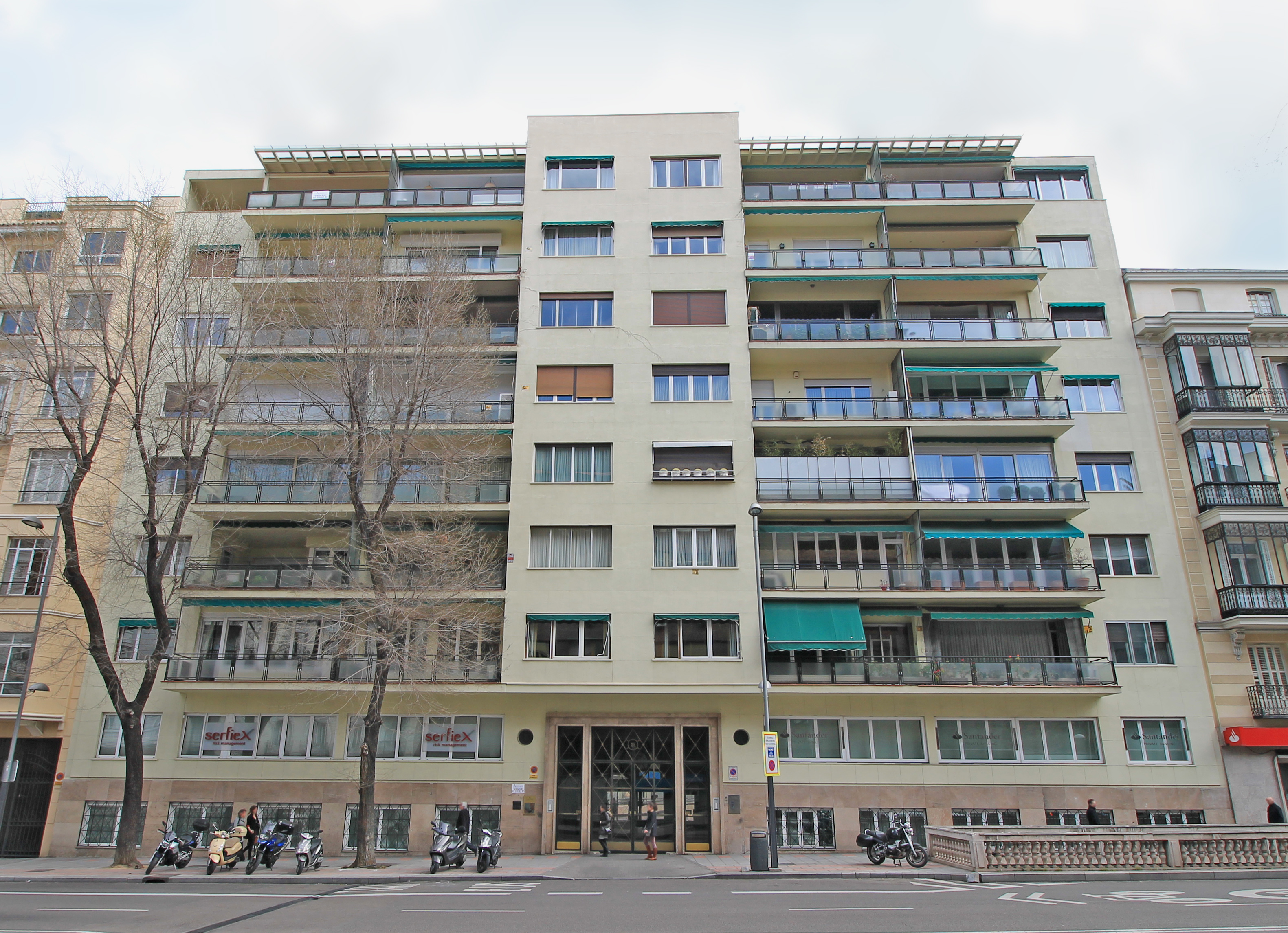
Almagro 26, edificio construido por el arquitecto Luis Gutiérrez Soto

La calle de Almagro es una vía urbana de la ciudad de Madrid.

## Descripción e historia
La calle, que discurre con un sentido sur-norte enteramente por el distrito de Chamberí y el barrio de Almagro, comienza en la plaza de Alonso Martínez (antigua glorieta de Santa Bárbara) y finaliza en la glorieta de Rubén Darío (anteriormente glorieta del Cisne), cruce de caminos con la calle de Eduardo Dato (antaño, paseo del Cisne).
Originalmente se llamó como Paseo del Huevo, desconociéndose el motivo de la denominación, y posteriormente fue conocida como calle del General Winthuysen; Carlos Cambronero e Hilario Peñasco de la Puente consignan su nombre actual, calle de Almagro, que hace referencia al conquistador Diego de Almagro.
En 1882 se terminó de construir en la manzana triangular constituida por las calles de Almagro, Santa Engracia y Zurbarán el asilo de las Hermanitas de los Pobres, una edificación de estilo neomudéjar. En 1920 el Centro de Estudios Históricos instalaría su sede en un palacete que se alzaba en el número 26 de la calle, arrendado por Faustina Casado, viuda de Manuel Silvela.
Después de la Guerra Civil, hubo una comisaría del bando sublevado en el número 36, con cárcel improvisada, que ya existía antes de la contienda y en la que estuvo detenido y donde se suicidó días antes del 18 de julio de 1936 Felipe Sandoval.
En el número 26 de la calle Almagro, figura uno de los edificios de Madrid con las primeras terrazas jardín de la capital, diseñado durante la postguerra por el conocido arquitecto Gutiérrez Soto

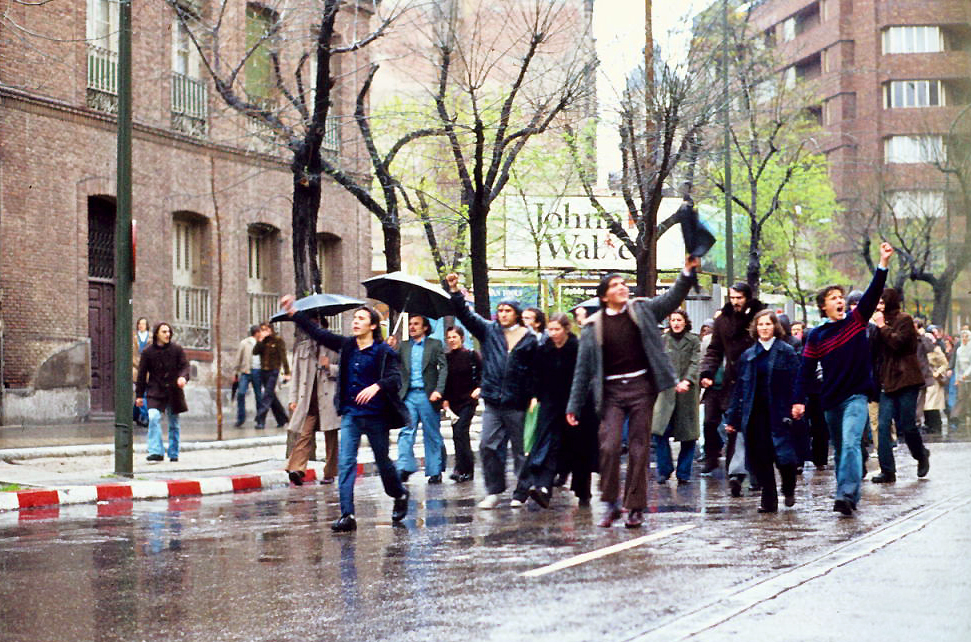
Manifestación en la calle en la década de 1970